# إرشاد السالك إلى حل ألفية ابن مالك
إرشاد السالك إلى حل ألفية ابن مالك هو كتاب في النحو والصرف، كتبه برهان الدين بن شمس الدين بن قيم الجوزية وهو ابن الفقيه والمحدث والمفسر والعالم المسلم المجتهد ابن القيم الجوزية. الكتاب عبارة عن شرح لألفية ابن مالك في مختلف أبواب النحو والصرف، صدر الكتاب في عدة طبعات عن دور نشر متعددة.